# Villars-Burquin
Pour les articles homonymes, voir Villars.
Villars-Burquin est une localité et une ancienne commune suisse du canton de Vaud, située dans l'ancien district de Grandson, aujourd'hui district du Jura-Nord vaudois.

## Fusion de communes
Au 1er juillet 2011, Villars-Burquin a fusionné avec Fontanezier, Romairon et Vaugondry pour former la nouvelle commune de Tévenon.

## Toponyme
Parmi les premières mentions, on trouve : Villar (1403) ; Villars burquin ou bourquin (XVIIe siècle) ; Villarborquain (1694). Ce toponyme est composé du nom commun roman villare (du domaine, ou du groupe de fermes, ou du hameau) et du nom de famille Burquin que l'on écrit parfois aussi Bourquin. Cet ajout, qui sert à distinguer ce village d'autres Villars, est apparemment tardif. Selon une tradition locale du XXe siècle, ce nom était anciennement peu utilisé et l'on disait couramment (Vers) chez le Roy, du nom d'une famille bourgeoise de l'endroit.

## Héraldique
D'or au roitelet au naturel sur un rameau de sinople. Villars-Burquin faisait autrefois partie de la métralie de Fiez, dont elle ne s'est séparée complètement qu'en 1844. Pour qualifier ce village, on disait Chez le Roy, appellation qui est sans doute à l'origine du surnom de Roitelets donné aux habitants du lieu. Cet oiseau figure sur une médaille offerte aux mobilisés de la guerre de 1914-1918, puis a été choisi pour les armoiries de cette commune, adoptées en 1925.